# Enson
ENSON é o terceiro álbum de estúdio da carreira solo de Masaaki Endoh. Foi lançado em 11 de junho de 2008 pela Lantis e possui 13 faixas.

## Produção
O título do álbum é uma mistura do nome do cantor, Endoh, com anison. O projeto é composto de covers de músicas de anime e tokusatsu, tanto de outros cantores como de si próprio.

## Recepção
Sobre o álbum, o CD Journal disse que "esta é uma coleção de bons covers com vocais fortes, mas com sua própria interpretação das sutis nuances de cada canção."
O álbum chegou à 94ª posição da Billboard Japan, e ficou três semanas no Oricon Albums Chart, chegando à 43ª posição.

## Faixas
| N.º            | Título                                                                                             | Letras                    | Música             | Arranjo                            | Duração |  |
| 1.             | "Sousei no Aquarion" (cover de AKINO, de Sousei no Aquarion)                                       | Yuho Iwasato e Yoko Kanno | Y. Kanno           | Junpei Fujita                      | 4:37    |  |
| 2.             | "Butter-Fly" (cover de Kōji Wada, de Digimon Adventure)                                            | Hidenori Chiwata          | H. Chiwata         | Satoru Kosaki                      | 4:18    |  |
| 3.             | "Arashi no Naka de Kagayaite" (cover de Chihiro Yonekura, de Mobile Suit Gundam: The 08th MS Team) | Natsumi Watanabe          | Ichinen Miura      | Nijine                             | 4:11    |  |
| 4.             | "Muv-Luv" (cover de Minami Kuribayashi, de Muv-Luv)                                                | Ikuko Ebata               | Sage Koizumi       | Yoshichika Kuriyama e Shiho Terada | 5:09    |  |
| 5.             | "Kimi ga Tame" (cover de Suara, de Utawarerumono)                                                  | Naoko Sutani              | Naoya Shimokawa    | Kenichi Sudo                       | 6:43    |  |
| 6.             | "Ai wo Torimodose!!" (cover de Crystal King, de Hokuto no Ken)                                     | Kimiharu Nakamura         | Michio Yamashita   | R・O・N                            | 3:33    |  |
| 7.             | "GO GO POWER RANGERS" (cover de Ron Wasserman, de Power Rangers)                                   | Shuki Levy e Haim Saban   | S. Levy e H. Saban | Masaki Suzuki                      | 5:02    |  |
| 8.             | "Kimi ga Sora Datta" (cover de Misato Aki, de Mai-Hime)                                            | Aki Hata                  | Masaaki Iizuka     | Y. Kuriyama                        | 4:34    |  |
| 9.             | "Ashita e no brillant road" (cover de angela, de Uchuu no Stellvia)                                | atsuko                    | atsuko e KATSU     | J. Fujita                          | 4:18    |  |
| 10.            | "In the Chaos" (cover de JAM Project, de Galaxy Angel A)                                           | Masami Okui               | Yohgo Kohno        | Yasushi Suehara                    | 5:02    |  |
| 11.            | "Mononoke Hime" (cover de Yoshikazu Mera, de Princesa Mononoke)                                    | Hayao Miyazaki            | Joe Hisaishi       | Hijiri Anze                        | 4:53    |  |
| 12.            | "Wing of Destiny" (cover de Maho Tomita, de Galaxy Angel II Zettai Ryōiki no Tobira)               | Noriyasu Agematsu         | N. Agematsu        | Katsuhiro Kurosu                   | 4:49    |  |
| 13.            | "Ano Kawa wo Koete" (original do próprio Endoh, de Niji no Senki Iris)                             | Yokura Sakurai            | Masaaki Endoh      | M. Endoh e Shunji Inoue            | 5:29    |  |
| Duração total: | Duração total:                                                                                     | Duração total:            | Duração total:     | Duração total:                     | 62:38   |  |